# Ординариат Греции
Ординариат Греции (лат. Ordinariatus Graeciae) — ординариат Армянской католической церкви с центром в городе Афины, Греция. Ординариат Греции объединяет католиков армянского обряда и распространяет свою юрисдикцию на всю территорию Греции. Кафедральным собором ординариата Греции является церковь святого Григория Просветителя в городе Афины.

## История
21 декабря 1925 года Святой Престол учредил ординариат Греции Армянской католической церкви для верующих, проживающих на всей территории страны.
В настоящее время кафедра ординариата Греции является вакантной.

## Ординарии
- епископ Giuseppe Khantzian (18.06.1949 — 1973);
- епископ Giovanni Koyounian (21.06.1973 — 1991);
- епископ Нехан Каракегеян, I.C.P.B.[1] (1991 — 27.09.2000) — назначен епископом Исфахана;
  - вакансия с 2000 года;
  - епископ Нехан Каракегеян, I.C.P.B. † (27.09.2000 — 21 marzo 2015, в отставке — апостольский администратор);
  - епископ Hovsep Bezazian (Bezouzou) (21.03.2015 — по настоящее время — апостольский администратор).

## Источник
- Annuario Pontificio, Libreria Editrice Vaticana, Città del Vaticano, 2003, ISBN 88-209-7422-3